# Polizeiruf 110: Todesfall im Park
Todesfall im Park ist ein deutscher Kriminalfilm von Helmut Krätzig aus dem Jahr 1991. Der Fernsehfilm erschien als 150. Folge der Filmreihe Polizeiruf 110.

## Handlung
Die elfjährige Ina Dörfler schlägt scheinbar grundlos Vitrinen vor einem Juwelierladen ein. Vor den herbeigerufenen Polizisten sagt sie nur, sie werde ihre Gründe vor ihrer Mutter nennen. Die Polizisten begleiten sie nach Hause, wo der neue Freund von Frau Dörfler Ina in Empfang nimmt. Sie weicht ihm aus, sei er doch nicht ihr richtiger Vater. Frau Dörfler ist vom Verhalten der Tochter entsetzt, kann den Polizisten aber auch keinen Grund nennen. Ihre Augen verbirgt sie hinter einer großen Sonnenbrille und gibt an, aufgrund einer Augenentzündung lichtempfindlich zu sein. In Wirklichkeit wird sie regelmäßig von ihrem Freund Fred Klünter, einem Musiker, geschlagen. Ina wollte die Polizisten darauf aufmerksam machen, doch ging ihr Plan schief.
Als ihre Mutter am Abend wieder brutal misshandelt wird, wendet sich Ina am nächsten Tag an ihren Vater. Der sieht jedoch keine Möglichkeit zum Eingreifen, selbst als Ina erzählt, dass auch sie selbst von ihm geschlagen worden ist. Ina begibt sich nun zu Petra Krull, der Cousine ihrer Mutter. Petra unterrichtet japanischen Kampfsport und ist Aerobic-Trainerin. Die durchtrainierte Frau reagiert besorgt, als Ina ihr von Fred Klünters Verhalten erzählt. Ina bittet Petra, etwas zu unternehmen.
Mit ihren Freundinnen Hanna und Thekla besucht Petra die Bar, in der Klünter regelmäßig Piano spielt. Sie begibt sich allein zu ihrer Cousine und vergewissert sich, dass Ina die Wahrheit gesagt hat. Tatsächlich ist Frau Dörflers Körper von blauen Flecken übersät. Thekla Doll flirtet unterdes mit Fred – sehr zum Missfallen von Kellnerin Lisa Schreck, die zwar mit Kellner Franz verheiratet ist, aber dennoch ein Verhältnis mit Fred hat. Nach Schließung des Lokals verschwindet Thekla mit Fred in einem Park, wo er sie verführen will. Petra und Hanna kommen hinzu und schlagen Fred zusammen. Sie lassen den stöhnenden Fred im Park liegen und treffen auf ihrem Rückweg auf Ina, die alles mit angesehen hat und zufrieden ist. Petra schickt Ina nach Hause.
Am nächsten Tag wird Fred tot im Park aufgefunden. Kriminaloberkommissar Jürgen Hübner übernimmt die Ermittlungen. Die Obduktion macht deutlich, dass Fred mit einem klarlackierten, hölzernen Gegenstand so heftig geschlagen wurde, dass er an den Folgen verstarb. Ein solcher Gegenstand konnte jedoch nicht in der Nähe des Tatorts sichergestellt werden. Ina meldet sich bei der Polizei und behauptet, Petra, Hanna und Thekla hätten Fred erschlagen. Die drei Frauen werden vernommen. Sie sagen aus, dass sie Klünter einen Denkzettel verpasst hätten. Bei ihrem Weggang habe er noch gelebt.
Herr Egger, der Inhaber der Bar, in der Fred immer spielte, erscheint bei der Polizei und fragt an, ob sich unter Freds Sachen auch ein Schlüsselbund befunden habe. An diesem waren neben den Schlüsseln zu einem kleinen Safe auch Schlüssel zur Bar selbst. Egger sorgt sich, dass die Schlüssel in falsche Hände geraten sein könnten. Die Ermittler überwachen das Objekt und können wenig später Frau Dörfler stellen, die sich mit den Schlüsseln Einlass in die Bar verschafft und auch Freds kleinen Safe entdeckt und geleert hat. Sie gibt an, ihre Tochter habe die Schlüssel im Briefkasten gefunden. Erst Ina gibt zu, in der Nacht noch einmal zu Fred zurückgekehrt zu sein. Sie habe ihm die Schlüssel weggenommen, weil sie nicht wollte, dass er je wieder ihr Haus betritt. Zu diesem Zeitpunkt lebte er noch.
Im Park wird die Tatwaffe gefunden: Es handelt sich um eine hölzerne Gehhilfe, die Ina abends immer zur Verteidigung bei sich trug. Sie hatte sie beim Diebstahl der Schlüssel verloren. Jürgen Hübner wundert sich unterdessen, dass sich auch Kriminalhauptkommissar Pinkert vom Wirtschaftsdezernat für den Fall interessiert. Nur schwer können die Ermittler herausbekommen, worum es sich bei Pinkerts Ermittlungen handelt. Er bearbeitet einen Fall von Scheingeschäften über Briefkastenfirmen. Auch Herr Egger scheint in diese Geschäfte verwickelt zu sein, möglicherweise auch Kellner Franz Schreck und Fred Klünter. Kellner Schreck wiederum meldet seine Frau Lisa als vermisst. Sie ist lange Zeit wegen Suizidgefahr in Behandlung gewesen und nun über Nacht nicht nach Hause gekommen. Wenig später finden die Ermittler Lisa in ihrem Haus am Stadtrand. Sie hat Franz, in dem sie den Mörder an ihrem Geliebten Fred vermutet, in ihrer Gewalt und ihn mit Alkohol und Schlaftablette betäubt. Sie will mit ihm zusammen aus dem Leben gehen und hat den Gashahn aufgedreht. Den Ermittlern, die das Haus umstellt haben, droht sie mit einem Feuerzeug. Es gelingt, die Gaszufuhr zum Haus zu unterbrechen und später Lisa zu überwältigen. Sie und ihr Mann kommen ins Krankenhaus.
Jürgen Hübner kopiert sich heimlich die Akten Pinkerts zum Betrugsdelikt. Durch sie werden die Ermittler auf Wirt Egger als möglichen Täter aufmerksam. Es gelingt ihnen, Egger an der deutsch-tschechischen Grenze festzunehmen und damit Pinkert zuvorzukommen. Bei Egger finden sich verschiedene Unterlagen, die eigentlich Fred gehörten, darunter Unterlagen zu einem Nummernkonto der Staatsbank in Pilsen. Im Verhör gibt Egger zu, dass Fred Klünter in der Betrugssache der Kurier für ihn und Franz Schreck war. Beide vermuteten, dass Fred sie betrog, und folgten ihm in der Tatnacht in den Park. Nachdem die Frauen ihn zusammengeschlagen hatten, sollte Franz Schreck ihm die Bankunterlagen abnehmen. Franz nutzte die Wehrlosigkeit Freds, um an ihm seinen Frust über die Affäre mit seiner Frau abzureagieren. Als er Inas Krücke auf dem Parkboden fand, schlug er mit ihr so lange auf ihn ein, bis er tot war.

## Produktion
Todesfall im Park wurde vom 21. Januar bis 1. März 1991 in Berlin und Umgebung sowie am Grenzübergang Schmilka gedreht. Die Kostüme des Films schuf Ursula Rumler, die Filmbauten stammen von Bernd Curian. Der Film erlebte am 28. August 1991 in der ARD seine Fernsehpremiere. Die Zuschauerbeteiligung lag bei 19 Prozent.
Es war die 150. Folge der Filmreihe Polizeiruf 110. Kriminaloberkommissar Jürgen Hübner ermittelte in seinem 65. Fall.